# Јован Колов
Јован Колов је мисирски хришћански светитељ у лику преподобног из 5. века. 

## Биографија
Био је малога раста, због чега је прозван "колов". Као млад се замонашио, заједно са братом Данилом у Скитској Египатској пустињи.
Био је ученик светог Пимена Великог. У познијим годинама био је духовник преподобном Арсенију Великом.
Познат је и као писац. Поред многих његових изрека, које су записали други монаси, од њега је остало подробно житије преподобног Пајсија Великог. 
Умро је у 5. веку, у времену између 422.-430. године, у пустиња у близини Кољцума - данашњег Суеца. Његове свете мошти чувају се у цркви светог мученика Мине у Египту.
Православна црква прославља светог Јована 9. новембра по јулијанском календару.